# Psaliodes picta
Psaliodes picta là một loài bướm đêm trong họ Geometridae.